# Keiviïta-(Yb)
La keiviïta-(Yb) és un mineral de la classe dels silicats, que pertany al grup de la thortveitita. Rep el seu nom de la seva localitat tipus, el massís de Keivy, a Rússia.

## Característiques
La keiviïta-(Yb) és un silicat de fórmula química Yb₂Si₂O₇. Cristal·litza en el sistema monoclínic. La seva duresa a l'escala de Mohs es troba entre 4 i 5. Forma una sèrie de solució sòlida amb la keiviïta-(Y).
Segons la classificació de Nickel-Strunz, la keiviïta-(Yb) pertany a «09.BC: Estructures de sorosilicats (dímers), grups Si₂O₇, sense anions no tetraèdrics; cations en coordinació octaèdrica [6] i major coordinació» juntament amb els següents minerals: gittinsita, keiviïta-(Y), thortveitita, yttrialita-(Y), keldyshita, khibinskita, parakeldyshita, rankinita, barisilita, edgarbaileyita, kristiansenita i percleveïta-(Ce).

## Formació i jaciments
Es troba en pegmatites que contenen microclina. Sol trobar-se associada a altres minerals com: wulfenita, fluorita i bastnäsita. Va ser descoberta al mont Ploskaya del massís Keivi occidental, a la península de Kola (óblast de Múrmansk, Rússia). També ha estat trobada a la pegmatita Stetind, a Tysfjord (Nordland, Noruega).